# Movimiento por la Democracia de Botsuana
El Movimiento por la Democracia de Botsuana (en inglés: Botswana Movement for Democracy), abreviado como BMD es un partido político botsuano fundado en 2010 como una escisión del gobernante Partido Democrático de Botsuana (BDP), luego de que varios políticos del mismo se separaran en descontento con el liderazgo del presidente Ian Khama. Se trató de la primera escisión importante sufrida por el BDP, partido dominante de Botsuana desde su independencia.
Su líder original fue Gomolemo Motswaledi, elegido el 2 de mayo de 2011 en el congreso inaugural del partido. Botsalo Ntuane, parlamentario por el distrito electoral de Gaborone South West y líder de la oposición en el Parlamento, fue elegido vicepresidente del partido. Sydney Pilane, que se había desempeñado como oficial de relaciones públicas del partido desde su formación, perdió su candidatura a presidente del partido ante Motswaledi.
Según el Preámbulo de la Constitución del BMD, el partido fue fundado «para defender y promover los derechos de los pueblos de Botswana durante y con el fin de interrumpir y revertir la destrucción progresiva de su independencia y la creación de lo que, según la mayoría , amenaza con ser un gobierno autoritario». El documento continúa enfatizando que su objetivo es eliminar el actual gobierno «antidemocrático" de Botsuana "a través de medios constitucionales y democráticos» con el objetivo de restaurar y promover «una Botswana unida, no racial, no sexista y democrática». El partido integró la coalición Paraguas para el Cambio Democrático (UDC) para las elecciones generales de 2014, convirtiéndose en la segunda fuerza parlamentaria del país con nueve de sus candidatos electos. Se retiró de la alianza y concurrió en solitario en 2019, perdiendo toda su representación en la Asamblea Nacional y ganando únicamente un concejal distrital.
En 2023, el controvertido pastor protestante Thuso Tiego se convirtió en presidente del partido, girándolo hacia la derecha política.

## Resultados electorales

### Elecciones generales
|  | 10.68 % |

|  | 0.27 % |

|  | 0.14 % |

### Elecciones locales
| Año  | Votos  | %               | Concejales |
| ---- | ------ | --------------- | ---------- |
| 2019 | 7.586  | \| \| 0.99 % \| | 1/490      |
|      | 0.99 % |                 |            |